# Clathria bitoxa
Clathria bitoxa är en svampdjursart som först beskrevs av Burton 1930.  Clathria bitoxa ingår i släktet Clathria och familjen Microcionidae. Arten är reproducerande i Sverige. Inga underarter finns listade i Catalogue of Life.